# توماس شاردلوي
توماس شاردلوي (بالإنجليزية: Thomas Shardelow) مواليد 11 نوفمبر 1931، هو دراج جنوب أفريقي. شارك في دورة الألعاب الأولمبية الصيفية وفاز بميدالية أولمبية.

## الميداليات
| الميدالية | المسابقة                       |
| --------- | ------------------------------ |
| فضية      | الألعاب الأولمبية الصيفية 1952 |
| فضية      | الألعاب الأولمبية الصيفية 1952 |

## روابط خارجية
- توماس شاردلوي على موقع أرشيف الدراجات (الإنجليزية)
- توماس شاردلوي على موقع اللجنة الأولمبية الدولية (الإنجليزية)
- توماس شاردلوي على موقع أوليمبيديا (الإنجليزية)